# تعلم بمثال واحد
التعلم بمثال واحد هو مسألة في تصنيف الأشياء، توجد غالبًا في رؤية الحاسوب. في حين أن معظم خوارزميات تصنيف الكائنات القائمة على تعلم الآلة تتطلب التدريب على مئات أو آلاف الأمثلة، فإن التعلم بمثال واحد يهدف إلى تصنيف الأشياء من مثال واحد أو عدد قليل فقط من الأمثلة. يُستخدم أيضًا مصطلح التعلم بأمثلة قليلة لهذه المشكلات، خاصة عند الحاجة إلى أكثر من مثال واحد.